# 川井敏久
川井 敏久（かわい としひさ、1943年〈昭和18年〉3月1日 - ）は、日本の政治家、元千葉県松戸市長（4期）。元千葉県議会議員（自由民主党）。

## 来歴
千葉県松戸市出身。法政大学第一中学校・高等学校（現法政大学中学校・高等学校）、法政大学経済学部卒。卒業後は東京スヰフト株式会社に入り、代表取締役となる。その後有限会社川友の代表取締役となる。
1970年、松戸市議会議員に当選、1982年まで3期務め、副議長となる。1983年、松戸市から自民党公認で千葉県議会議員に立候補し当選する。
1994年、松戸市長宮間満寿雄の死去による松戸市長選挙に立候補し、初当選する。1998年、2002年、2006年に連続当選。2010年に元松戸市議の本郷谷健次に敗れ、落選。2014年に再び市長選挙に立候補したが現職の本郷谷に敗れ、落選した。